# Niederländische Badmintonmeisterschaft 2014
Die Niederländische Badmintonmeisterschaft 2014 fand vom 31. Januar bis zum 2. Februar 2014 in Almere statt. 

## Austragungsort
- Topsportcentrum Almere, Almere

## Medaillengewinner
| Disziplin    | Gold                      | Silber                       | Bronze                               |
| ------------ | ------------------------- | ---------------------------- | ------------------------------------ |
| Herreneinzel | Eric Pang                 | Dennis van Daalen De Jel     | Mark Caljouw                         |
| Herreneinzel | Eric Pang                 | Dennis van Daalen De Jel     | Erik Meijs                           |
| Dameneinzel  | Gayle Mahulette           | Soraya de Visch Eijbergen    | Wendy Hoeve                          |
| Dameneinzel  | Gayle Mahulette           | Soraya de Visch Eijbergen    | Lisa Malaihollo                      |
| Herrendoppel | Jacco Arends Jelle Maas   | Ruud Bosch Koen Ridder       | Jorrit de Ruiter Robin Tabeling      |
| Herrendoppel | Jacco Arends Jelle Maas   | Ruud Bosch Koen Ridder       | Michiel Kruijt Léon Nottelman        |
| Damendoppel  | Eefje Muskens Selena Piek | Myke Halkema Gayle Mahulette | Lisa Malaihollo Yvonne Sie           |
| Damendoppel  | Eefje Muskens Selena Piek | Myke Halkema Gayle Mahulette | Alida Chen Soraya de Visch Eijbergen |
| Mixed        | Jacco Arends Selena Piek  | Jelle Maas Iris Tabeling     | Robin Tabeling Myke Halkema          |
| Mixed        | Jacco Arends Selena Piek  | Jelle Maas Iris Tabeling     | Jorrit de Ruiter Samantha Barning    |